# 余嗣贵
余嗣贵（1913年—2000年），男，安徽金寨人，中华人民共和国军事人物，中国人民解放军少将，曾任河南省军区副政治委员，武汉军区后勤部副政治委员。